# Palazzo Barozzi Emo Treves de Bonfili

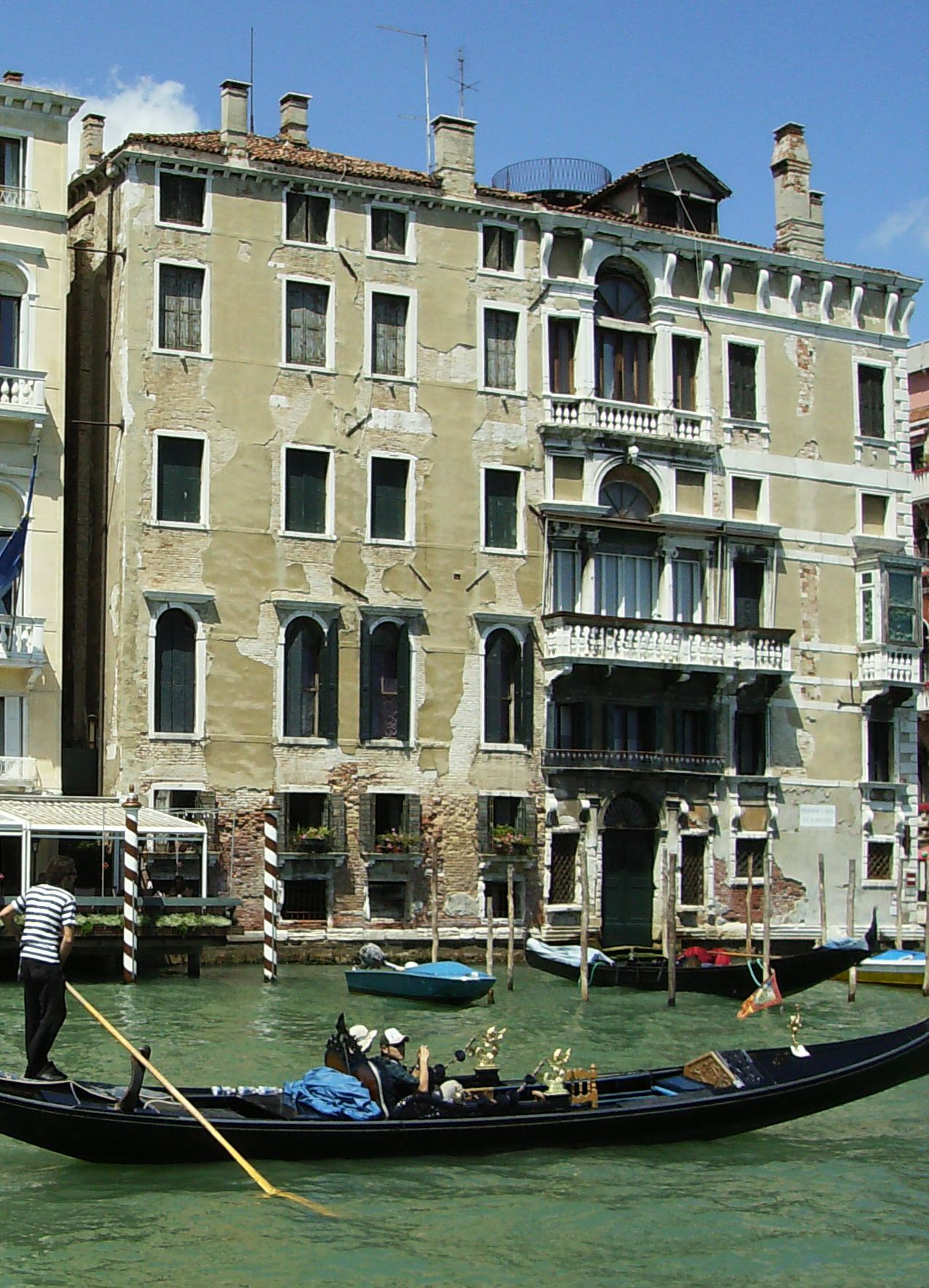
Palazzo Barozzi Emo Treves de Bonfili: Fassade vor der Restaurierung

Palazzo Barozzi Emo Treves de Bonfili, auch Palazzo Treves de Bonfili, ist ein Palast in Venedig in der italienischen Region Venetien. Er liegt im Sestiere San Marco mit Blick auf den Canal Grande zwischen dem Palazzo Tiepolo und dem Rio di San Moisè, gegenüber der Punta della Dogana.

## Geschichte
Der Palast liegt an einer strategischen Position für den Seehandel: Der Rio di San Moisè führt über den Rio San Luca geradewegs nach Rialto in die Nähe des Palazzo Grimani.
Angesichts dieser Möglichkeit war man nicht überrascht, dass die Familie Barozzi schon im 12. Jahrhundert an dieser Stelle einen zinnenbewehrten Palast, bereichert durch eine Loggia, eine Arkade und zwei breite Türme mit quadratischem Grundriss, erbauen ließ. Im 18. Jahrhundert wurde das bestehende Gebäude massiv renoviert, was aber durch einen Eigentümerwechsel an die Adelsfamilie Emo unterbrochen wurde.
1827 kauften die Bankiers der Familie Treves, Barone De Bonfili, den gesamten Komplex. Sie widmeten sich der Bereicherung der Innenräume, ohne die Fassade oder den Grundriss zu verändern, wobei sie wussten, dass sie das Gebäude in das beste Beispiel für klassizistische Architektur in Venedig verwandelten. Insbesondere von Jacopo Treves, bekannt auch als Mäzen, wurden die Arbeiten mit Interesse verfolgt. Er ließ in dem Palast unter anderem Werke von Angelo Pizzi, Giuseppe Borsato, Giovanni Demin, Sebastiano Santi, Francesco Hayez, Michelangelo Grigoletti und Antonio Bosa anbringen. Im selben Jahr kaufte er zwei Statuen von Antonio Canova: Hektor und Aias, die in einem leeren Apsisraum zum Canal Grande hin platziert wurden.
Das Gebäude, dessen Anstrich in schlechtem Zustand war, wurde außen renoviert und zeigt heute rosa Färbung.

## Beschreibung

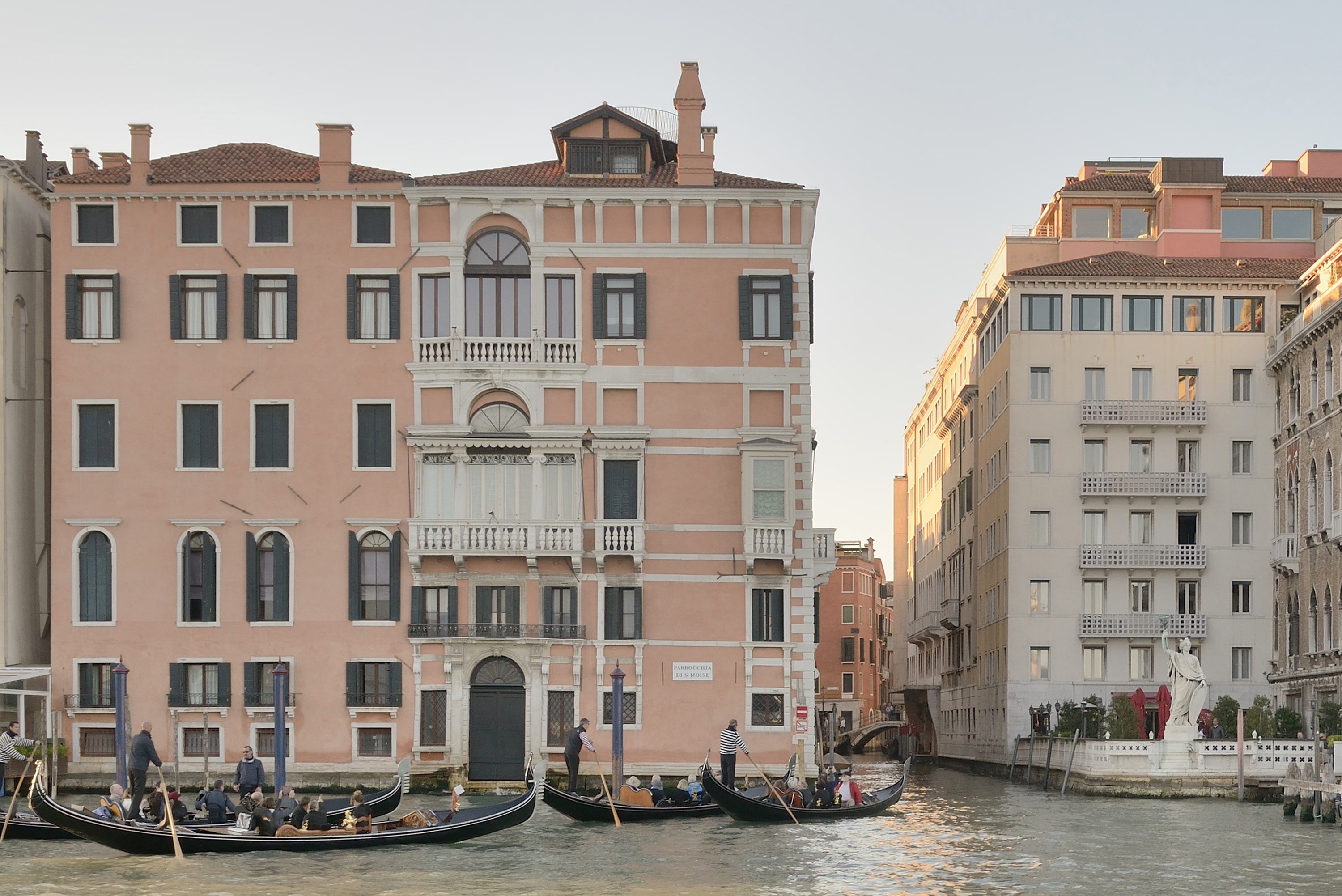
Der Palast nach der Restaurierung

Der Architekt, der die Restaurierung im 18. Jahrhundert durchführte, Bartholomeo Monopola, entschied, die Fassade zum Rio di San Moisè zur Hauptfassade zu machen und die zum Canal Grande, die tatsächlich asymmetrisch erscheint, zur Nebenfassade.
Die Fassade zum Canal Grande ist klar in zwei Abschnitte gegliedert: Der linke, einfachere Abschnitt ist ein Überbleibsel des ursprünglichen Gebäudes, wogegen der rechte, der durch zwei imposante venezianische Fenster und ein grandioses Portal zum Wasser edel erscheint, ein Beispiel für die Architektur der Renaissance ist.
Die Fassade zum Rio di San Moisè ist dagegen sehr viel breiter und erstreckt sich auch in ausnehmend große Höhe. Sie erscheint disproportioniert im Verhältnis zu dem Platz, auf den sie hinauszeigt. Sie zeigt Zeichen des Frühbarock, wird aber auch durch den Gebrauch von Renaissanceelementen, wie die venezianischen Fenster, geadelt. Jedes Stockwerk hat 15 Fenster. Oft paarweise angeordnet finden sie ihre Symmetrieachse im Monumentalportal. Einige der vielen Fenster wurden blind gemacht.
Der Palast zeigt ein Belvedere auf dem Dach aufgebaut.